# Prosopocoilus buddha cavifrons
Prosopocoilus buddha cavifrons es una subespecie de coleóptero de la familia Lucanidae.

## Distribución geográfica
Habita en Mindoro, Negros, Panay y Luzon (Filipinas).